# Thiraucourt
Thiraucourt est une commune française située dans le département des Vosges en région Grand Est.
Ses habitants sont appelés les Thiraucurtiens.

## Géographie

### Localisation
Thiraucourt fait partie du canton de Mirecourt. Le village a trouvé refuge dans la petite vallée du Val d'Arol, un peu à l’écart des principaux axes routiers.

### Géologie et relief
La commune se compose de 239,61 hectares de territoires agricoles (79,34 %) et 62,28 hectares de forêts et milieux semi-naturels  (20,62 %).
De nombreux vergers, haies, bosquets, bois composent le paysage, offrent ainsi à ce petit village un cadre naturel riche et varié. 
Sur le haut du talus les fruitiers dominent largement la végétation, tandis que la partie basse (293 m) de la vallée du Val d'Arol est composée d’arbres majestueux et de prairies offrant quelques jolies variétés d’orchidées.
| Baudricourt |             | Domvallier |
|             | Thiraucourt |            |
| Remicourt   |             | Mirecourt  |

### Hydrographie et les eaux souterraines
Hydrogéologie et climatologie : Système d’information pour la gestion des eaux souterraines du bassin Rhin-Meuse :
Territoire communal : Occupation du sol (Corinne Land Cover); Cours d'eau (BD Carthage),
Géologie : Carte géologique; Coupes géologiques et techniques,
 Hydrogéologie : Masses d'eau souterraine; BD Lisa; Cartes piézométriques.

#### Réseau hydrographique
La commune est située dans le bassin versant du Rhin au sein du bassin Rhin-Meuse. Elle est drainée par le ruisseau du Val d'Arol et le ruisseau de Pioncourt,.
Le Val d'Arol, d'une longueur totale de 13,9 km, prend sa source dans la commune de Domjulien et se jette dans la Madon à Marcheprime, après avoir traversé neuf communes.

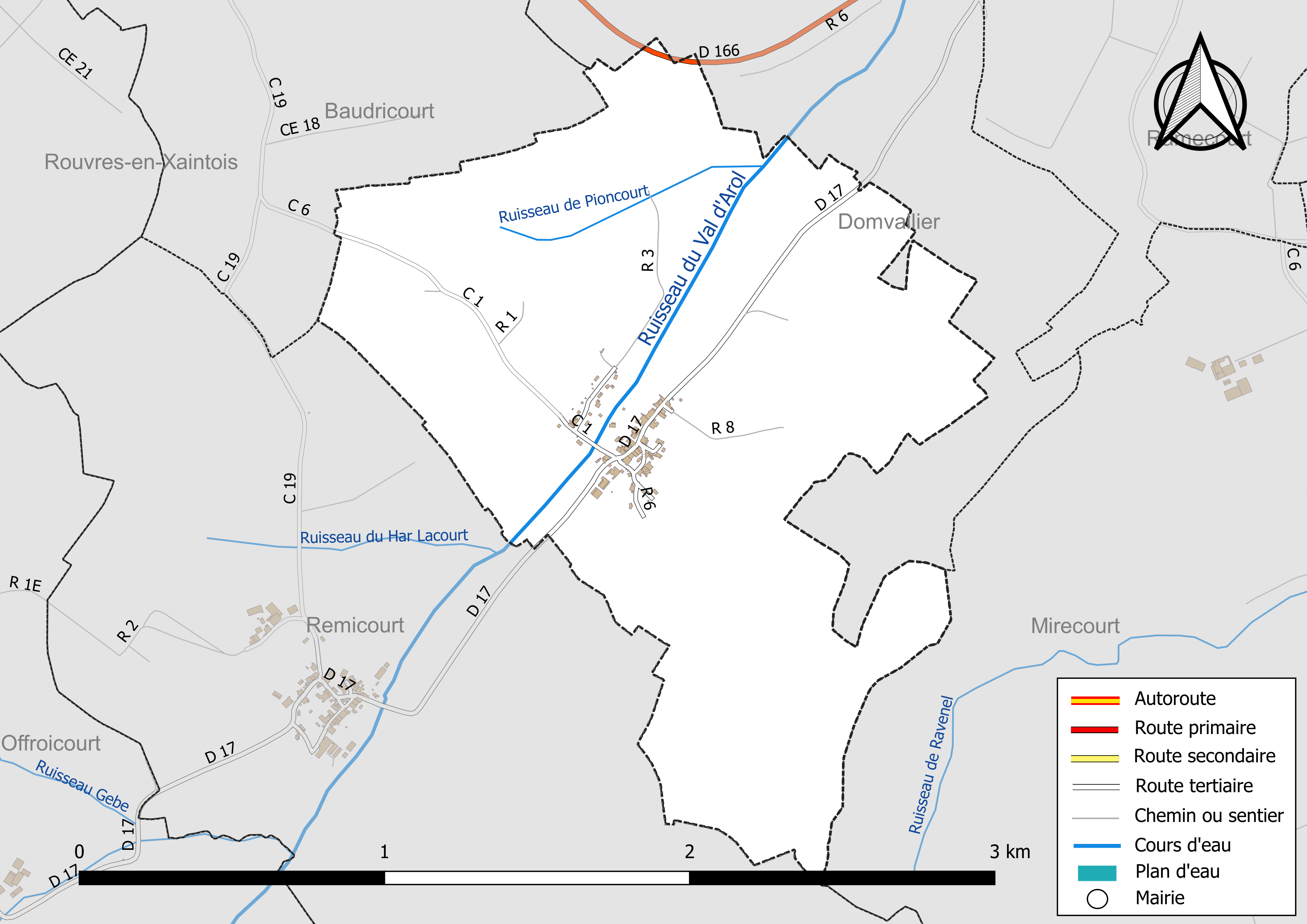
Réseaux hydrographique et routier de Thiraucourt.

#### Gestion et qualité des eaux
Le territoire communal est couvert par le schéma d'aménagement et de gestion des eaux (SAGE) « Nappe des Grès du Trias Inférieur ». Ce document de planification, dont le territoire comprend le périmètre de la zone de répartition des eaux de la nappe des Grès du trias inférieur (GTI), d'une superficie de 1 497 km2,  est en cours d'élaboration. L’objectif poursuivi est de stabiliser les niveaux piézométriques de la nappe des GTI et atteindre l'équilibre entre les prélèvements et la capacité de recharge de la nappe. Il doit être cohérent avec les objectifs de qualité définis dans les SDAGE Rhin-Meuse et Rhône-Méditerranée. La structure porteuse de l'élaboration et de la mise en œuvre est le conseil départemental des Vosges.
La qualité des cours d’eau peut être consultée sur un site dédié géré par les agences de l’eau et l’Agence française pour la biodiversité. 

### Climat
Pour des articles plus généraux, voir Climat du Grand Est et Climat des Vosges.
En 2010, le climat de la commune est de type climat des marges montargnardes, selon une étude du Centre national de la recherche scientifique s'appuyant sur une série de données couvrant la période 1971-2000. En 2020, Météo-France publie une typologie des climats de la France métropolitaine dans laquelle la commune est dans une zone de transition entre le climat océanique altéré et le climat océanique altéré et est dans la région climatique  Lorraine, plateau de Langres, Morvan, caractérisée par un hiver rude (1,5 °C), des vents modérés et des brouillards fréquents en automne et hiver. 
Pour la période 1971-2000, la température annuelle moyenne est de 9,6 °C, avec une amplitude thermique annuelle de 17,2 °C. Le cumul annuel moyen de précipitations est de 928 mm, avec 12,9 jours de précipitations en janvier et 9,9 jours en juillet. Pour la période 1991-2020, la température moyenne annuelle observée sur la station météorologique de Météo-France la plus proche, « Mirecourt-inra », sur la commune de Mirecourt à 4 km à vol d'oiseau, est de 10,4 °C et le cumul annuel moyen de précipitations est de 824,3 mm. 
La température maximale relevée sur cette station est de 39,5 °C, atteinte le 25 juillet 2019 ; la température minimale est de −19,5 °C, atteinte le 20 décembre 2009,,. 
Les paramètres climatiques de la commune ont été estimés pour le milieu du siècle (2041-2070) selon différents scénarios d'émission de gaz à effet de serre à partir des nouvelles projections climatiques de référence DRIAS-2020. Ils sont consultables sur un site dédié publié par Météo-France en novembre 2022.

## Urbanisme

### Typologie
Au 1er janvier 2024, Thiraucourt est catégorisée commune rurale à habitat dispersé, selon la nouvelle grille communale de densité à sept niveaux définie par l'Insee en 2022.
Elle est située hors unité urbaine. Par ailleurs la commune fait partie de l'aire d'attraction de Mirecourt, dont elle est une commune de la couronne,. Cette aire, qui regroupe 33 communes, est catégorisée dans les aires de moins de 50 000 habitants,.

### Occupation des sols
L'occupation des sols de la commune, telle qu'elle ressort de la base de données européenne d’occupation biophysique des sols Corine Land Cover (CLC), est marquée par l'importance des territoires agricoles (79 % en 2018), une proportion identique à celle de 1990 (79 %). La répartition détaillée en 2018 est la suivante : 
zones agricoles hétérogènes (62,3 %), forêts (21 %), prairies (14,5 %), terres arables (2,2 %). L'évolution de l’occupation des sols de la commune et de ses infrastructures peut être observée sur les différentes représentations cartographiques du territoire : la carte de Cassini (XVIIIe siècle), la carte d'état-major (1820-1866) et les cartes ou photos aériennes de l'IGN pour la période actuelle (1950 à aujourd'hui).

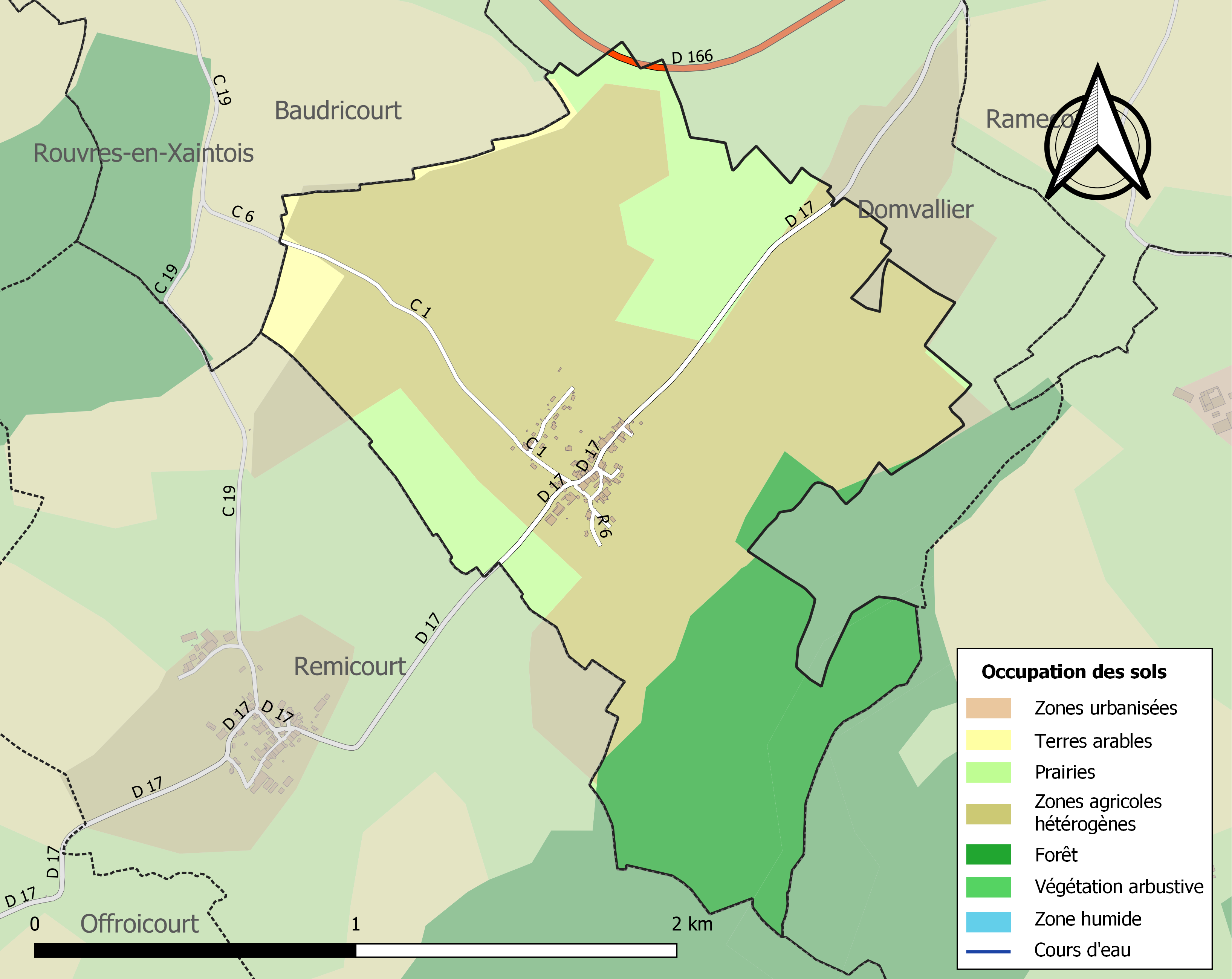
Carte des infrastructures et de l'occupation des sols de la commune en 2018 (CLC).

### Voies de communications et transports

#### Voies routières
- A31 (aussi appelée autoroute de Lorraine-Bourgogne). Échangeur Châtenois, Bulgnéville.

#### Transports en commun
- Fluo Grand Est.

#### Lignes SNCF
- Gare de Contrexéville
- Gare de Vittel
- Gare de Charmes

#### Transports aériens
- L'Aéroport d'Épinal-Mirecourt « Vosges Aéroport ».

À partir de l'été 2021, l’aéroport d’Épinal-Mirecourt est devenu le "pélicandrome" de la Zone Est et servira ainsi de base de ravitaillement et d’intervention pour les avions bombardiers d’eau connus sous le nom de Dash 8.

## Toponymie
Le nom de la localité est attesté sous les formes Tirocourt (1180) ; Henricus de Tirocourt (1214) ; Tirocuria, Cirocuria (1402) ; Thirocourt (1309) ; Tirocourt (1656) ; Thiraucourt ou Tiraucourt (1711) ; Tiraucourt (XVIIIe siècle).

## Histoire
C’est en 1180 qu’apparaît pour la première fois le nom du village de Thiraucourt, orthographié à l’époque Tirocourt.
La haute justice de la commune de Thiraucourt appartenait au duc de Lorraine. Le curé avait quelques droits dans la seigneurie. Un fief fut érigé à Thiraucourt le 12 juillet 1736. Aux XVIIe et XVIIIe siècles, on trouve comme coseigneurs de Thiraucourt, François Violet de Saint-Victor, major au régiment de Chartres, dont la veuve, Élisabeth de Genter, décédée à 83 ans, en 1767, est inhumée à l’entrée du chœur de l’église, puis Balthazard de Saint-Victor qui vendit à la veille de la Révolution tout ce qu’il possédait à Thiraucourt à la famille de Bassompierre.
Au spirituel, la paroisse de Thiraucourt était à la collation de la dame secrète du chapitre de Remiremont. Le curé percevait la totalité des dîmes et devait chaque année aux seigneurs du val d’Harol un résal de blé et autant d’avoine. L’église, dédiée à saint Lambert, a été reconstruite au XVIIIe siècle.
Au plan de la géographie historique, Thiraucourt faisait, sous l’Ancien Régime, partie de la petite circonscription du val d’Arol, au bailliage de Mirecourt. L’église relevait du diocèse de Toul, doyenné de Porsas.
En 1789, peu concerné par les troubles de la Révolution, le village vit en autarcie. On sait que le chevalier Balthazard de Saint-Victor résidait au château qui s’écroula et permit aux habitants de consolider et d’agrandir leurs maisons. Le chevalier mourut ruiné laissant derrière lui deux filles qui vécurent cloîtrées dans une chaumière du village.
Une ordonnance du 27 juillet 1832 a distrait du territoire de Thiraucourt, pour le rattacher à celui de Remicourt, le lieudit  le Queniot de Remiremont.
La mairie et l’école ont été construites en 1842.
Le village très rural ne connaît pas beaucoup de changement à travers les années. Sa population n’est pas très élevée et le nombre de ses ruraux ne cessera de décroître.

## Politique et administration

### Découpage territorial
Par arrêté préfectoral du 15 septembre 2023, la commune est retirée le 1er janvier 2024 de l'arrondissement d'Épinal et rattachée à l'arrondissement de Neufchâteau.

### Liste des maires
| Période                                  | Période                       | Identité             | Étiquette | Qualité                                       |
| ---------------------------------------- | ----------------------------- | -------------------- | --------- | --------------------------------------------- |
| Les données manquantes sont à compléter. |                               |                      |           |                                               |
| juin 1995                                | mars 2001                     | Gérard Delignon      | PCF       |                                               |
| mars 2001                                | mars 2008                     | Daniel Terel (1946-) | SE        | Directeur de société                          |
| mars 2008                                | En cours (au 18 février 2015) | Ervé Perrin          |           | Ancien artisan, commerçant, chef d'entreprise |

### Budget et fiscalité 2023
En 2023, le budget de la commune était constitué ainsi :
- total des produits de fonctionnement : 89 000 €, soit 846 € par habitant ;
- total des charges de fonctionnement : 89 000 €, soit 851 € par habitant ;
- total des ressources d'investissement : 7 000 €, soit 62 € par habitant ;
- total des emplois d'investissement : 11 000 €, soit 107 € par habitant ;
- endettement : 75 000 €, soit 711 € par habitant.

Avec les taux de fiscalité suivants :
- taxe d'habitation : 21,66 % ;
- taxe foncière sur les propriétés bâties : 30,98 % ;
- taxe foncière sur les propriétés non bâties : 26,74 % ;
- taxe additionnelle à la taxe foncière sur les propriétés non bâties : 0,00 % ;
- cotisation foncière des entreprises : 0,00 %.

Chiffres clés Revenus et pauvreté des ménages en 2021 : médiane en 2021 du revenu disponible, par unité de consommation : 2 220 €.

## Économie

### Entreprises et commerces

#### Commerces
- Commerces et services de proximité[25].

## Population et société

### Démographie

#### Évolution démographique
L'évolution du nombre d'habitants est connue à travers les recensements de la population effectués dans la commune depuis 1793. Pour les communes de moins de 10 000 habitants, une enquête de recensement portant sur toute la population est réalisée tous les cinq ans, les populations de référence des années intermédiaires étant quant à elles estimées par interpolation ou extrapolation. Pour la commune, le premier recensement exhaustif entrant dans le cadre du nouveau dispositif a été réalisé en 2006.

En 2022, la commune comptait 100 habitants, en évolution de +1,01 % par rapport à 2016 (Vosges : −2,96 %, France hors Mayotte : +2,11 %).
| 1793 | 1800 | 1806 | 1821 | 1831 | 1836 | 1841 | 1846 | 1856 |
| ---- | ---- | ---- | ---- | ---- | ---- | ---- | ---- | ---- |
| 107  | 139  | 161  | 169  | 177  | 190  | 214  | 210  | 188  |

| 1861 | 1866 | 1876 | 1881 | 1886 | 1891 | 1896 | 1901 | 1906 |
| ---- | ---- | ---- | ---- | ---- | ---- | ---- | ---- | ---- |
| 187  | 184  | 184  | 186  | 173  | 166  | 142  | 153  | 160  |

| 1911 | 1921 | 1926 | 1931 | 1936 | 1946 | 1954 | 1962 | 1968 |
| ---- | ---- | ---- | ---- | ---- | ---- | ---- | ---- | ---- |
| 134  | 102  | 96   | 82   | 86   | 89   | 102  | 90   | 77   |

| 1975 | 1982 | 1990 | 1999 | 2006 | 2011 | 2016 | 2021 | 2022 |
| ---- | ---- | ---- | ---- | ---- | ---- | ---- | ---- | ---- |
| 80   | 94   | 93   | 89   | 96   | 104  | 99   | 100  | 100  |

### Enseignement
Établissements d'enseignements :
- Écoles maternelles et primaires à Baudricourt, Rouvres-en-Xaintois, Mirecourt, Mattaincourt.
- Collèges à Mirecourt, Dompaire, Vittel, Mandres-sur-Vair, Contrexéville.
- Lycées à Mirecourt, Mandres-sur-Vair, Contrexéville, Harol.

### Santé
Professionnels et établissements de santé :
- Médecins à Mirecourt, Mattaincourt, Remoncourt, Gironcourt-sur-Vraine, Diarville, Vicherey, Vittel.
- Pharmacies à Mirecourt, Mattaincourt, Remoncourt, Gironcourt-sur-Vraine, Diarville, Vicherey, Vittel.
- Hôpitaux à Mirecourt, Mattaincourt, Vittel, Ville-sur-Illon.

### Cultes
- Culte catholique, Paroisse Saint-Pierre-Fourier[32], Diocèse de Saint-Dié.

## Personnalités liées à la commune
- Élisabeth de Genter, décédée en 1767, inhumée à l’entrée du chœur de l’église.

### Héraldique
Commune sans blason.

## Lieux et monuments

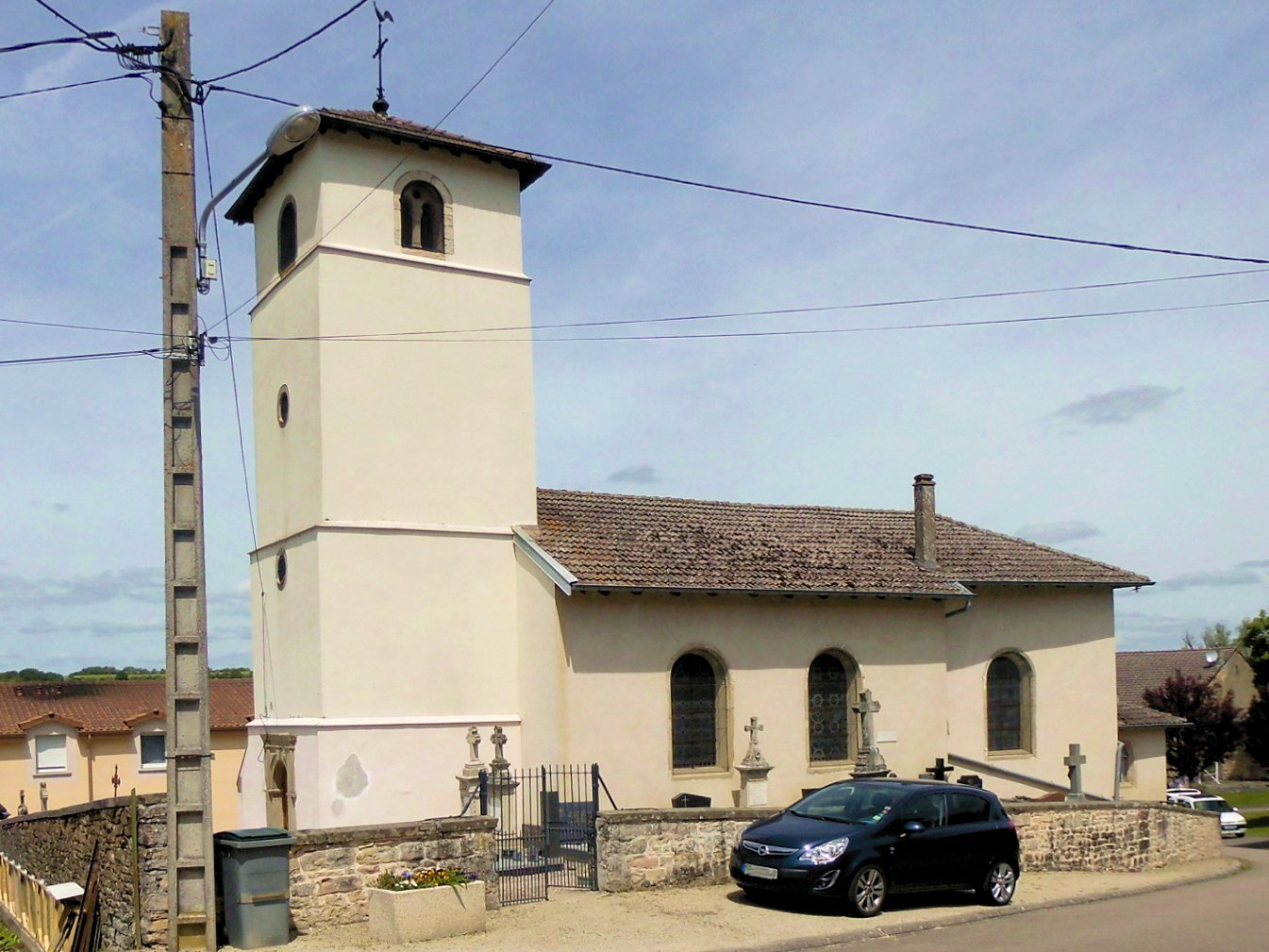
L'église Saint-Lambert.

- L’église, dédiée à saint Lambert, a été reconstruite au  XVIIIe siècle.

Statue Saint évêque.
Statue Sainte Barbe.
- Patrimoine rural recensé par le service régional de l'Inventaire général du patrimoine culturel[36].
- Espaces naturels[37] :

Une zone naturelle d'intérêt écologique, faunistique et floristique (Znieff) :  Vergers de Mirecourt.
- Monument aux morts[39].

## Pour approfondir